# 関西学院大学硬式野球部
関西学院大学硬式野球部（かんせいがくいんだいがくこうしきやきゅうぶ）は、関西学生野球連盟に所属する大学野球チーム。関西学院大学の学生によって構成されている。
ユニフォームの表記は「KWANSEI」、帽子は「K」と「G」の組み文字。ユニフォームが2タイプあり、1回戦と2回戦で使い分けている。ホームゲームはグレー、ビジターゲームは縞のユニフォームを着る。初代ビジターユニフォームは2007年ごろまで使用され、上が紺・下がグレーとなっていた。関西大学との関関戦が看板カードとなっている。

## 歴史

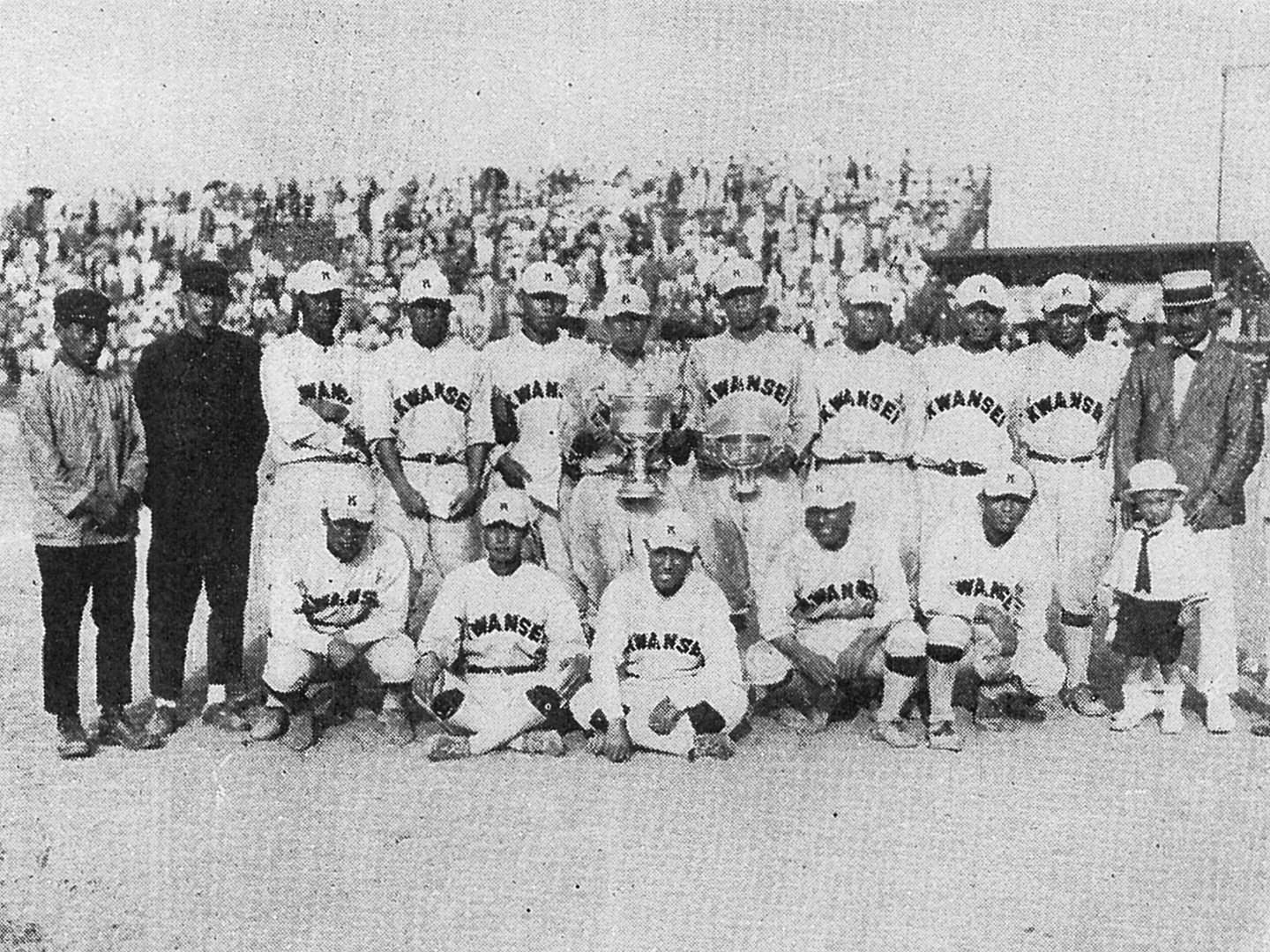
関西学院高商部野球部（1925年）

1899年（明治32年）の創部と関西圏では古くから野球部を始動していた。
1915年（大正4年）頃を契機に、その実力が認められた。関学中学部が全国中等学校野球大会の第2回大会（1916年）に初出場、第3回大会（1917年）で準優勝、第6回大会（1920年）で初優勝を飾るなど、中学部の全国中等学校野球大会（及び選抜中等学校野球大会）での活躍に支えられ、高等学部（高等商業学部）の戦力を充実させた。
1920年（大正9年）6月6日、当時強豪久しい早稲田大との第1回定期戦では延長12回の接戦を演じた（結果は2-3）。1925年（大正14年）、第2回全国高等専門学校野球大会で優勝。
1931年（昭和6年）、旧関西六校野球連盟発足時から加盟（関学の大学昇格に伴い翌年から関西六大学野球連盟に改称）。戦前は関西大と立命館大の2強対決（関立戦）が長らく続き、桜井正三（一宮中）や市田夏生（広島一中）らの投手陣や、岩崎利夫（関学中）、青池良正（関学中）らの捕手陣が活躍したが、この時代の関学のリーグ戦での最高順位は2回の2位（34年春・39年春）であり、リーグ優勝には手が届かなかった。関学のリーグ戦初優勝は戦後の1947年（昭和22年）秋季リーグ戦まで待つことになる。以来、現在まで通算16回のリーグ優勝を数える（2024年春季リーグ戦終了時点）。
1947年から5回実施された、東京六大学、東都大学、そして旧関西六大学の3連盟間で王座を決する全国大学野球王座決定戦の第1回大会（1947年）に出場したが、3校優勝預かりという結果になった。
関大との伝統の一戦「関関戦」は東の早慶戦と並んで、古くは関西で人気のあった対抗戦であった。特に1949年（昭和24年）春から1959年（昭和34年）秋の22シーズン中、関学が8回、関大が9回と両校の優勝が大半を占めたこともあり大きく盛り上がった。関学の優勝回数の大半がこの時期に集中しており黄金時代だったといえる。
この間、1952年（昭和27年）には第1回全日本大学野球選手権大会に出場し、準決勝で専修大を6-5で下し、決勝戦で戦後の黄金時代の慶応大に3-5で敗れ準優勝。主要メンバーは、投手では全鐘紡で活躍した本庄賢（旧制香里中＝同志社香里高）と、南海ホークスに投手で入団も鶴岡一人監督から英語力を見い出され通訳に、後に阪神でブレーザー監督のヘッドコーチを務めた藤江清志（関学高）。海外スカウトでバースを見つけた。他に石原一（生野高）、川村尚（山城高）、向井隆一（県兵庫高）などがいた。捕手は大映オリオンズに行った川本浩司（山城高）で吉田義男（元阪神監督）とは高校同期。さらに、國賀敏男（明石高）、石田侃（県芦屋高）、生駒寛（生野高）、大越勉（和歌山海南高）、三輪武（神戸高）、市村博（北野高）らが活躍した。
翌1953年（昭和28年）にも、第2回全日本大学野球選手権大会に連続出場したが、準決勝で南海の鶴岡一人監督に見い出された一人である2回生穴吹義雄や伊藤芳明投手らがいた中央大に5-8で敗れた。
この間、矢形勝洋投手（58年卒、関学高。のち阪急球団常務・オリックス球団専務）、打撃陣では川崎孝（58年卒、県和歌山商）、金光秀憲（59年卒、浪商・清水谷高。のち関学大野球部OB会長）らが活躍した。
1959年（昭和34年）、初の春秋リーグ戦連覇。第8回全日本大学野球選手権大会に出場し2度目の準優勝。準決勝で初出場の中京大を2-1で下し、決勝戦の相手は早稲田大。関学は村井（関学高）や佐々木（天王寺高）、吉田定敬（泉陽高）、堤（県尼崎高）ら層の厚い投手陣と安西捕手（西条高）とのバッテリー陣のほか、武内（関学高）、西上（県尼崎高）、全日本に選出された斎藤圭二（灘高）、植村（関学高）など充実した戦力だった。早稲田は安藤元博と金沢宏両投手に、近藤昭仁や木次文夫、徳武定之ら強力打撃陣。延長10回1-1引き分け再試合にもつれ込み、再試合では9回裏2死無走者まで関学が1点リードするも、失策を機に3-×4でサヨナラ負けを喫し既の所で初優勝を逃した。この時、三ゴロを逸失したのが五藤康之（広島三原高）。後に三菱重工三原監督から三原市長を務めた。
1962年（昭和37年）、入れ替え戦方式を導入した関西大学野球連合設立に旧関西六大学野球リーグも参加。
1964年（昭和39年）、監督が社業で不在となり、やむなく小林秀一主将（阿倍野高）がプレーイングマネージャーを務める。滝口晃（65年卒、通算15勝10敗、生野高）と2回生清水正輝（67年卒、通算19勝、洲本実業高）の両輪と山本健雄（65年卒、通算10勝10敗）ら投手陣の活躍、片岡（同志社高）、伊東（関学高）、湊（住吉高）、五十田（甲陽学院高）、福良（県尼崎高）ら打撃陣の活躍で春季リーグ戦優勝。第13回全日本大学野球選手権大会でも学生監督が率いながら、初戦2回戦（準々決勝）の神奈川大を4-1で下し準決勝に進出したが、早稲田大を下し初優勝を遂げる駒澤大に0-1で惜敗した。
1966年（昭和41年）秋、4回生清水正輝投手を擁してリーグ戦優勝。しかし、同66年春季リーグ優勝の山下律夫投手や下級生有藤通世や藤原満擁する近畿大、関学と同66年秋季リーグ優勝を競った伊能正司らを擁する龍谷大、および大阪商業大など、入れ替え戦で旧関六に昇格してきた各校の戦力アップに伴い、以降は優勝から遠ざかることになる。
谷村智啓（70年卒、通算20勝25敗、報徳学園高）や土屋明生（72年卒、通算26勝〈関学歴代1位。下記吉木が同数1位〉19敗。のち関学監督。富田林高）らの投手陣が在籍していた1968年秋と1969年春、先に降格していた立命館との入れ替え戦で下部リーグ（近畿大学野球リーグ）と旧関六との降格昇格を繰り返した。1973年（昭和48年）春には、入れ替え戦で京都産業大に敗れてから、下記のように1981年春に旧関六に昇格するまでの8年もの間下部リーグ暮らしを経験することとなり、大学側のスポーツ推薦廃止なども重なり低迷期が長期化した。
大学側としては1978年（昭和53年）に強化策の1つとして、三菱重工三原で活躍したOBの土屋明生を監督に招聘し、野球部の立て直しに着手。この時代、筒井大助（80年卒）が下部の近畿大学野球リーグ戦で8本の本塁打を放つなど活躍した。
1981年（昭和56年）春、入れ替え戦で大阪経済大を下し旧関六に復帰。スパルタの指導方法で、スポーツ推薦のない野球部を数年で1部復帰させることに成功。その後まもなく連合が解体され、翌1982年（昭和57年）に関学も加わった関西学生野球連盟が発足。固定リーグとなったため2部落ちはなくなったものの、吉木直也投手（84年卒、通算26勝〈上記土屋に並び関学歴代1位〉）、安田貴投手（87年卒、通算11勝15敗）らを擁しながら、新興の近畿大、同志社、立命館の牙城を崩せずにいた。
80年代後半には小野善之投手（90年卒、通算19勝）らが活躍したものの、酒井光次郎投手擁する近大がリーグ戦6連覇を遂げた。その酒井らが卒業した1990年代前半から半ばにかけてリーグ戦の行方は近大1強から混迷した展開となる。1990年（平成2年）春秋リーグ戦は長谷川滋利投手の立命と杉浦正則投手の同大が優勝。関学は4回生上野伸治投手らを擁して春5位・秋3位であった。翌1991年（平成3年）春季リーグで3回生高木貴と4回生池添修世両投手擁する関大が、1972年以来19年ぶりの優勝を遂げた。同1991年、田口壮（92年卒、西宮北高）が関西学生野球連盟の通算安打記録を更新し、この時担当スカウトであった谷村智啓（プロ入り当時は鐘淵化学所属）以来21年ぶりとなるドラフト指名を関学関係者が受ける。
翌1992年（平成4年）の新入生よりおよそ20年ぶりにスポーツ推薦入試を復活させた。その1期生として今治西高から入学した2回生木原栄一郎（通算16勝14敗。のち三菱自動車京都）や4回生本荘雅章（通算24勝22敗。のち関学監督。関学高）ら投手陣の活躍もあり、1993年（平成5年）春に66年秋以来およそ27年ぶりのリーグ優勝を飾る。続いて64年春以来29年ぶりに第42回全日本大学野球選手権大会に出場したが、初戦2回戦で青森大に2-6で敗退。以降、関大岡本晃、近大大塔正明と1年下今井圭吾、同大細見和史、関学木原と2年上の本荘雅章、立命水田章雄と1年上金森隆浩らが投げ合い、各校が優勝する展開となる。しかし90年代後半になると、西田誠士投手（98年卒、通算10勝9敗。のち松下電器）や舩戸雅夫投手（99年卒、通算12勝15敗）らを擁するも、二岡智宏や清水章夫・宇高伸次両投手らを擁する近大の連覇が再び続き、時に立命などが絡む展開が続いた。
93年春の優勝を置き土産に土屋明生が監督を退任後、坂田穣・本荘雅章・清水正輝ら各監督のもとで戦力強化ならびに人工芝の新グラウンドや室内練習場を完成させ環境面の整備を行った。しかし、山之内克憲投手（2003年卒、通算19勝13敗、清教学園高。のちトヨタ自動車）らが在籍した時期も近大や立命の前に00春・01春の2位が最高位。宮西尚生（08年卒、通算19勝13敗、市尼崎高）や岸敬祐（09年卒、通算4勝10敗、関学高）らの投手陣と清水誉（07年卒、小野高）のバッテリー、打撃陣では荻野貴司（08年卒、郡山高）らの戦力が揃った時期でも近大の前に05年春の2位が最高位であった。
2012年（平成24年）秋、大阪桐蔭高で夏の全国制覇を成し遂げた当時の4番バッター萩原圭悟（13年卒、のちヤマハ）が主将となってチームを引っ張り、またエース蒔野健太（13年卒、名古屋高。のち東邦ガス）のふんばりで、19年ぶり（39季ぶり）13回目のリーグ優勝を飾る。翌2013年（平成25年）秋季リーグても、昨秋以来2季ぶり14回目の優勝を飾る。続く第44回明治神宮野球大会出場を賭ける関西地区代表決定戦第1代表決定戦2回戦で大阪商大の近藤大亮投手にノーヒットノーランを喫したが、第2代表戦にまわり奈良産業大、大阪体育大を下し神宮大会初出場を果たした。しかし、神宮大会1回戦で中部学院大に0-5（延長10回）で敗れた。翌2014年（平成26年）、中内洸太（今治西高）と佐藤大誠（川島高）の両2回生投手や3回生宇都宮健太（香川西高）、4回生田村丈（関大北陽高）らの投手陣、4回生中島一夢（報徳学園高）らの打撃陣を擁するも、春秋リーグ戦ともそれぞれ立命・関大の後塵を拝し2位に留まる。翌2015年（平成27年）、中内や宇都宮らの投手陣に、3回生近本光司（社高）らの打撃陣を擁するも、この年からチームは6季（3年）連続で4位を記録するなどリーグ戦Bクラスに留まり奮わなかった。
2021年（令和3年）春、小柄な左腕のエース黒原拓未（通算13勝16敗、智弁和歌山高）や山本晃大（通算1勝、佐久長聖高）ら4回生の投手陣らを擁して15回目のリーグ戦優勝。続いて1993年以来28年ぶりに第70回全日本大学野球選手権記念大会に出場。1回戦で松山大を6-1で下し、1964年の神奈川大戦での勝利以来57年ぶりの大学選手権勝利となった。2回戦で山本らが投げ国際武道大を6-4、準々決勝では1回戦に続き中1日で黒原が先発したが、本調子ではなく5回4失点で優勝した慶応大に3-5で敗れた。
2024年（令和6年）春、リーグ戦で21年春以来3年6季ぶりに優勝した。続く第73回全日本大学野球選手権大会1回戦で共栄大を2-1で下したものの、2回戦で帝京大に3-4で敗退した。同年秋もリーグ戦を連覇したが、続く関西地区代表決定戦第1代表決定戦で1回戦の天理大に大敗し、第2代表戦でも1回戦の佛教大に敗れ神宮大会に出場ならなかった。

## 本拠地
兵庫県西宮市上ヶ原山田町67-1 関西学院大学 第3フィールド

## 記録
※ 2024年春季リーグ戦終了時点
- リーグ優勝 16回（旧関西六大学リーグ時代を含む）
- 全日本大学野球選手権大会 出場6回、準優勝2回（1952年、1959年）
- 明治神宮野球大会 出場1回
- 日本学生野球協会結成記念野球大会 大学の部 優勝1回

## 出身者
Category:関西学院大学硬式野球部の選手も参照。
- 魚谷忠（日本初のスポーツ実況アナウンサー）
- 石本秀一（元大阪 - 初代広島監督など。1年で中退）
- 桜井正三（元名古屋）
- 青池良正（元近鉄）
- 藤江清志（元南海など）
- 矢形勝洋（元阪急）
- 金光秀憲（元大洋）
- 谷村智啓（元阪神）
- 筒井大助（元住友金属〈ソウルオリンピック野球日本代表主将〉、元日本体育大監督）
- 嶌村聡（阪神タイガース球団本部長）
- 田口壮（元オリックス - カージナルス - フィリーズ - カブス - オリックス）
- 長栄陽一郎（元徳島インディゴソックス）
- 清水誉（元阪神）
- 宮西尚生（日本ハム）
- 荻野貴司（ロッテ）
- 岸敬祐（元ロッテ）
- 田村丈（アメフト・福岡SUNS選手。元プロ野球横浜選手）
- 近本光司（阪神）
- 黒原拓未（広島）
- 山本晃大（信濃グランセローズ - 日本ハム）
- 古田敬郷（TBSアナウンサー）
- 畠山怜（西日本放送アナウンサー）